# Chorthippus tianshanensis
Chorthippus tianshanensis är en insektsart som beskrevs av Zheng, Z., E.-b. Ma och Z.-m. Ren 2009. Chorthippus tianshanensis ingår i släktet Chorthippus och familjen gräshoppor. Inga underarter finns listade i Catalogue of Life.